# Waynesburg, Pennsylvania
Waynesburg este o localitate, un district (engleză Borough) și sediul comitatului Greene din statul Pennsylvania, Statele Unite ale Americii.